# Palazzo Camponeschi
Palazzo Camponeschi è un palazzo storico dell'Aquila, sede del rettorato e degli uffici dell'Università degli Studi dell'Aquila.

## Storia
In origine, il lotto su cui è situato il palazzo — un isolato di forma allungata posto nel locale di Forcella, all'interno del quarto di San Pietro — era costituito da una serie di case di proprietà della famiglia Camponeschi, tra le principali della città e da cui deriva l'attuale denominazione dell'edificio. La prima radicale trasformazione avvenne quindi con l'edificazione nel XV secolo, su questo lotto, del Palazzo della Camera, che nella sua conformazione originaria occupava tutto lo spazio tra le attuali via dell'Annunziata e piazza Santa Margherita.
Il palazzo della Camera costituì, per lungo tempo, il centro della vita politica aquilana; con l'edificazione dell'attuale palazzo Margherita, sul luogo dell'antico palazzo del Capitano, il potere politico si trasferì nel nuovo municipio e, nel 1596, palazzo Camponeschi venne donato alla Compagnia del Gesù appena insediatasi in città. I Gesuiti istituirono l'Aquilanum Collegium — antesignano dell'attuale Università — e, negli anni seguenti, cominciarono ad operare profonde trasformazioni nell'impianto urbano dell'isolato acquistando anche l'adiacente chiesa di Santa Margherita nonché alcune abitazioni nelle vicinanze.
A partire dal 1625 — probabilmente su progetto dell'architetto gesuita Agazio Stoia o, secondo altre fonti, del più celebre architetto Pietro Provedi — cominciò la realizzazione della grande nuova sede del collegio che comportò la chiusura di via Forcella (la principale strada di locale posta alla sinistra della chiesa di Santa Margherita) e l'apertura delle nuove vie Camponeschi e dell'Annunziata, perpendicolari al decumano cittadino; del precedente palazzo della Camera rimase così solamente la porzione terminale, costituita dall'attuale palazzetto dei Nobili. Tuttavia, sia i lavori sul collegio che quelli sulla chiesa (incominciati nel 1636) si protrassero per lungo tempo lasciando i due edifici incompiuti.
Mentre l'enorme struttura era ancora in via di completamento, sopraggiunse il terremoto dell'Aquila del 1703 che danneggiò gravemente l'edificio e tutto il quartiere circostante. La successiva ricostruzione — con l'edificazione dei palazzi Quinzi e Pica Alfieri e il restauro del palazzetto dei Nobili nelle forme attuali — cambiarono radicalmente volto alla piazza, che virò verso il gusto barocco. Per quanto riguarda il palazzo Camponeschi, i lavori cominciarono probabilmente nel 1708 ma subirono nuovi ritardi finché, nel 1767, i Gesuiti furono espulsi dal Regno di Napoli e l'edificio rimase incompiuto e inutilizzato.
Nel XIX secolo la famiglia Spaventa acquistò l'edificio e lo ristrutturò con i criteri dei palazzi nobiliari, completando anche la facciata su progetto di Luigi Benedetti del 1850. Nel 1926 i Gesuiti tornarono in possesso del palazzo, ampliandolo nel 1931. Infine, negli anni settanta, palazzo Camponeschi venne acquistato dall'Università degli Studi dell'Aquila, che vi insediò la facoltà di Lettere e Filosofia.
Nel 2009 l'edificio rimase danneggiato dal terremoto dell'Aquila del 2009, con gravi lesioni sulle strutture portanti. Dopo un lungo iter di progettazione, nel 2014 si è dato il via ai lavori di restauro e consolidamento dell'edificio per un costo complessivo di circa 8 milioni di euro. Il palazzo, destinato ad ospitare il rettorato dell'ateneo aquilano, è stato quindi riaperto al pubblico nel 2017.

## Descrizione
Il palazzo occupa un vasto isolato tra la piazza Santa Margherita, via Camponeschi, via Burri e via dell'Annunziata, all'interno del quarto di San Pietro. Costituisce un unico complesso con l'adiacente chiesa di Santa Margherita, anticamente chiesa di locale dei castellani di Forcella e poi ristrutturata dai Gesuiti. L'area, con i prospicienti palazzo Margherita e palazzetto dei Nobili, rappresenta il cuore politico e sociale della città.
L'edificio attuale — la porzione realizzata di un più grande progetto — è costituito da due corpi di fabbrica ortogonali tra loro. Il primo, legato alla prima edificazione dei Gesuiti ed in piano, è rappresentato dal blocco adiacente alla chiesa, posto esattamente in corrispondenza dell'antica via Forcella; il secondo, più recente, si pone parallelo all'attuale via Camponeschi, seguendo anche un leggero salto di quota. L'impianto interno presenta un rifacimento delle originali strutture quattrocentesche mentre la facciata, costituita dal blocco di più recente costruzione, è di gusto eclettico su stile barocco seppur completato solamente nella seconda metà del XIX secolo. Questa presenta due ordini di finestre con cornici e timpani di diversa forma.
Il portale non è baricentrico nella facciata bensì è posto lateralmente, nella parte più in quota del palazzo ed a lato della chiesa; si presenta inquadrato da una coppia di possenti lesene che si sviluppano sino alla copertura. A lato del portale, in corrispondenza del basamento della torre campanaria, sono visibili alcune apparecchiature murarie in pietra relative all'originaria casa dei Camponeschi.